# Gina Jacobs
Gina Jacobs (* 22. September 1998 in Chemnitz) ist eine deutsche Shorttrackerin, die für den Eislauf-Verein Dresden an den Start geht.

## Karriere
Gina Jacobs kam durch ihre Mutter zum Eisschnelllaufen und sie wechselte später zum Shorttrack. Erstmals wurde sie in der Saison 2014/15 im Shorttrack-Weltcup eingesetzt. Beim Heimweltcup in Dresden ging sie bei der 3000-Meter-Staffel gemeinsam mit Anna Seidel, Bianca Walter und Tina Grassow an den Start und dabei erreichten sie das Halbfinale, in welchen sie ausschieden. Am Ende belegte die deutsche Staffel den achten Platz.
In der Saison 2015/16 nahm Gina Jacobs für Deutschland erstmals an den Shorttrack-Europameisterschaften teil, welche in Sotschi ausgetragen wurden. Sie wurde gemeinsam mit Bianca Walter, Anna Seidel und Anna Katharina Gärtner in der 3000-Meter-Staffel eingesetzt und das deutsche Team konnte das B-Finale gewinnen und so den fünften Platz belegen. Zudem konnte sie in der Saison auch ihr bisher bestes Ergebnis in der 3000-Meter-Staffel erreichen. In der gleichen Besetzung, wie bei der Europameisterschaft, erreichten sie beim Heimweltcup in Dresden das B-Finale, in welchen sie hinter China den zweiten Platz belegten. Damit beendete die deutsche Staffel in der Endabrechnung den Wettbewerb auf den sechsten Platz.
In der Saison 2017/18 startete sie erstmals in einen Einzelwettbewerb im Shorttrack-Weltcup. Sie ging dabei über die 1000 Meter und über die 1500 Meter an den Start. Über die zweitgenannte Strecke, welche am 11. November 2017 ausgetragen wurde, scheiterte sie in den Heats und belegte am Ende den 35. Platz. Einen Tag später scheiterte sie über die 1000 Meter bereits in der Vorrunde und belegte schlussendlich den 43. Platz. Bei der Europameisterschaft 2018 in Dresden startete für Deutschland in der 3000-Meter-Staffel und erreichte gemeinsam mit Anna Seidel, Bianca Walter und Tina Grassow das A-Finale und mussten sich dort mit dem vierten Platze begnügen.
Ihre bisher besten Ergebnisse über die 1000 Meter und über die 1500 Meter erzielte sie in der Saison 2018/19 beim Heimweltcup in Dresden. Am 2. Februar 2019 erreichte sie über die 1500 Meter die Halbfinalläufe, in welchen sie ausschied, und schlussendlich den 17. Platz belegte. Einen Tag später belegte sie über die 1000 Meter den 23. Platz. Zuvor hatte sie mit der deutschen Mannschaft bei den Shorttrack-Europameisterschaften 2019 in der niederländischen Gemeinde Dordrecht den sechsten Platz belegte. Im B-Finale musste sich das deutsche Team mit dem zweiten Platz begnügen.